# Dave Cowens
David William Cowens (Newport, Kentucky, 25. listopada 1948.) umirovljeni je američki profesionalni košarkaš. Igrao je na poziciji centra, a izabran je u 1. krugu (4. ukupno) NBA drafta 1970. od strane Boston Celticsa. Trebao je naslijediti neponovljivog Billa Russella koji je u 13 godina donio 11 naslova Celticsima. Zalaganjem i borbenošću postao je ljubimac bostonske publike i postao jedan od 50 najvećih igrača u povijesti. S 203 centimentra, Cowens je bio jedan od najboljih centara NBA lige u 70-ima, kada su na suprotnoj strani bili centri kao što su Kareem Abdul-Jabbar, Elvin Hayes, Wes Unseld i Nate Thurmond. U dresu Bostona osvojio je dva naslova. Celticsi su umirovili njegov broj #18, a 1990. primljen je u Košarkašku Kuću slavnih zajedno s Nateom Archibaldom i Billom Waltonom. 
Trenutačno je pomoćni trener i glavni pomoćnik izvršnog direktora Joea Dumarsa u Detroit Pistonsima.

## Rani život
Cowens je rođen u Newportu u Kentuckyju. Dolazi iz velike obitelji koja je uz njega imala još četiri sina i jednu kćer. Pohađao je Central Catholic, školu samo za dječake gdje se puno pažnje posvećivalo sportu. Prvu organiziranu košarkašku utakmicu odigrao je već s osam godina. Bio je tadašnji najbolji igrač, a mogao je igrati sve pozicije u momčadi. No nedugo zatim Cowens se porječkao s trenerom i na veliko iznenađene napustio košarkašku momčad. Tada se prebacio na plivanje i atletiku, gdje je njegova predanost i fizička spremnost došla do izražaja. Kad je između drugog i trećeg razreda srednje škole narastao sa 185 na 198 centimetara, vratio se košarci. Svakako je pomogla i činjenica da je momčad imala drugog trenera. Na posljednjoj godini s 13 koševa i 20 skokova u prosjeku vodio je školu do omjera 29-3.  

## Sveučilište
Logičan korak za nastavak karijere bio je sveučilište Kentucky, ali slavni Adolph Rupp nije bio impresioniran Cowensom. Iako je njegov otac svim silama htio da potpiše za Wildcatse, Ruppov hladan pristup odbio je Cowensa koji je otišao na na drugi kraj zemlje. Trener Florida Statea Hugh Durman trudio se oko njegovog dolaska, a Cowens se tamo osjećao poželjno. U tri godine na sveučilištu zabilježio je rekordnih 1340 skokova (17.2 u prosjeku) i pokazao svima koji su ga otpisali da su bili u krivu. 

## NBA
Na NBA draftu 1970. Pistonsi su prvim izborom izabrali centra Boba Lainera. Nakon njega Rocketsi su izabrali Rudya Tomjanovicha. Treći su birali Atlanta Hawksi i uzeli Petea Maravicha, a trener Bostona Red Auerbach s oduševljenjem je izabrao Cowensa jer je Celticsima nakon Russellovog umirovljenja pozicija centra bila najkritičnija. Cowens je u rookie sezoni imao 17 koševa i 15 skokova u prosjeku te s Portlandovim Geoffom Petrijem podijelio nagradu za novaka godine. Bio je najniži centar u ligi i taj manjak nadoknađivao je svojom borbenošću. Ponekad je bio i preborben jer je u prve dvije sezone predvodio cijelu ligu u broju osobnih pogrešaka. 
| "Mislio sam da je luđak. Nikad nisam vidio da netko tako talentiran igra tako agresivno."— -Paul Silas, bivši All-Star suigrač |

Već u Cowensovoj drugoj sezoni Celticsi su bili ponovo na vrhu Atlantika, ali Knicksi su ih izbacili iz doigravanja. Na svojoj prvoj All-Star utakmici Cowens je za samo 23 minute zabilježio 14 koševa i 20 skokova. Dolaskom Paula Silasa, u već momčadi prepunoj odličnih igrača kao što su John Havlicek, Jo Jo White, Don Nelson, Don Chaney, Paul Westphal i Stach Sanders, Celticsi su vladali ligom i ostvarili omjer 68-14. U svojoj trećoj sezoni Cowens je bio izabran za najkorisnijeg igrača lige. Te godine osvojio je i nagradu za najkorisnijeg igrača All-Star utakmice. Celticsi su bili glavni favoriti za naslov koji bio vjerojatno i osvojili da se u finalu Istoka protiv Knicksa nije ozljedio Havlicek. Nakon odlične sljedeće sezone, u doigravanju su konačno pali i Knicksi. 
Jedno od najizjednačenijih finala u povijesti bilo je ono Bostona protiv Milwaukee Bucksa. Iako su Bucksi s 218 cm visokim Kareemom Abdul-Jabbarom i sjajnim bekom Oscarom Robertsonom imali prednost domaćeg terena Celticsi su s dvije gostujuće pobjede stigli do vodstva 3-2. Sedma utakmica igrala se u Milwaukeeju. Trener Bostona Heinsohn po prvi put odlučio je udvajati Jabbara, što je dotad bilo nezamislivo. Bio je to šok za Buckse koji se nikako nisu snalazili u takvoj igri. Oslobođen u obrani od čuvanja Jabbara, Cowens je u napadu i obrani igrao sjajno. Celticsi su slavili s 15 koševa razlike, a Cowens je s 28 koševa i 14 skokova bio najbolji igrač utakmice. Osvajanje naslova nije smirilo. To ljeto je u nevažnoj, prijateljskoj utakmici slomio nogu kad je prilikom jedne blokade udario u konstrukciju koša. Propustio je 17 utakmica, no Celticsi su ostvarili 60 pobjeda, ali su u finalu Istoka Bulletsi s Wesom Unseldom i Elvinom Hayesom bili prejaki. Nagodinu je u zamjeni igrača u momčad stigao Charlie Scott, a Celticsi su osvojili novi NBA naslov. Iz velikog finala protiv Phoenix Sunsa pamti se patea utakmica u kojoj su Celticsi slavili 128:126 nakon tri produžetka. I danas toj utakmici prišivaju epitet "Greatest game ever". Cowens je te godine u 18 utakmica doigravanja imao sjajan prosjek od 21 koša, 16.4 skoka i 4.6 asistencija. Nakon odlaska Dona Nelsona u mirovinu i zamjene Silasa u neku drugu momčad, na njihova mjesta stigli su All-Star igrači Sidney Wicks i Curtis Rowe. Međutim, njima dvojici je njihova statistika bila važnija od uspjeha momčadi. 
Cowens je izgubio želju za igrom i nakon samo 8 utakmica zamolio Auerbacha za dopust. Pauza je trajala 30 dana, a za to vrijeme Cowens je radio kao taksist. Kad se nakon kratke stanke vratio, bio je još uvijek u odličnom stanju, ali njegovi Celticsi više nisu bili velika momčad. Nagodinu je postao prvi igrač u povijesti koji je predvodio svoju momčad u koševima, skokovima, asistencijama, blokadama i ukradenim loptama. Do danas je to uspjelo još samo trojici - Scottieju Pippenu, Kevinu Garnettu i LeBronu Jamesu. Sljedeće godine je bio trener/igrač Celticsa. U toj ulozi se nije snašao, pogotovo nakon što su u Celticse stigli problematični Bob McAdoo i Marvin "Bad News" Barnes. No katastrofalna sezona Celticsima na draftu im je donijela Larryja Birda. Cowens, Bird, Nate Archibald, Cedric Maxwell su u sezoni 1979./80. ostvarili napredak od 32 pobjede, ali Sixersi su bili prejaki u finalu Istoka. Netom prije početka nove sezone Cowes se iznenađujuće umirovio, a Celticsi su i bez njega osvojili naslov. Međutim, Cowensovo drugo umirovljenje nije bilo duga vijeka. Nakon tri godine na nagovor bivšeg suigrača i tadašnjeg trenera Bucksa Dona Nelsona vratio se na pola sezone u dresu Milwaukeeja. Nakon novog poraza u finalu Istoka od Sixersa Cowens se konačno umirovljuje.

## Trenerska karijera
Dvije godine bio je trener u nižerazrednoj CBA ligi, a u NBA se vratio 1994. godine. Tri je godine bio pomoćni trener u San Antonio Spursima, da bi potom preuzeo Charlotte Hornetse ss kojima je dvaput ostvario više od 50 pobjeda. Nakon toga uslijedila je neuspješna epizoda kao glavni trener u Golden State Warriorsima. Nakon četverogodišnje pauze postaje uvodni trener WNBA momčadi Chicago Sky. Klupu Chicaga napušta nakon ponude Detroit Pistonsa gdje je od 2006. do 2009. obnašao funkciju pomoćnog trenera. U sezoni 2009./10. postao je glavnim pomoćnikom izvršnog direktora Joea Dumarsa. 

## Vanjske poveznice
- Povijesni profil na NBA.com
- Profil na Košarkaškoj Kući slavnih